# Polpenazze del Garda
Polpenazze del Garda es un municipio italiano que se halla en provincia de Brescia a las orillas del Lago di Garda, en la Valtenesi.  

## Lugares de interés
- El Castillo: construido en el siglo X y destruido en el 1420 por Filippo Maria Visconti. Los venecianos reconstruyeron el castillo en el 1426, pero en el siglo XVI volvieron a destruirlo para realizar la nueva iglesia parroquial. Ahora en el pueblo solo se conserva la pared oeste y una de las vieja torres.
- La iglesia parroquial (año 1588), dedicada al Nacimiento de la Virgen, es de estilo barroco. La fachada fue reconstruida en los primeros años del siglo pasado.
- La iglesia de S. Pietro in Lucone, que fue la primera iglesia parroquial de Polpenazze, es del siglo XIV. En el interior, frescos de los siglos XIV y XV. Hay además un órgano muy antiguo.

## Evolución demográfica
| Gráfica de evolución demográfica de Polpenazze del Garda entre 1861 y 2001 |
|                                                                            |
| Fuente ISTAT - elaboración gráfica de Wikipedia                            |

- Datos: Q111415
- Multimedia: Polpenazze del Garda / Q111415

1. ↑  Worldpostalcodes.org, código postal n.º 25080.
2. ↑  «Codici Catastali». Comuni-italiani.it (en italiano). Consultado el 29 de abril de 2017.